# Kono manga ga sugoi!
Kono manga ga sugoi! (japonsky このマンガがすごい!, „Tahle manga je skvělá!“) je referenční mook nakladatelství Takaradžimaša vydávaný každoročně od roku 2005. Jeho hlavním obsahem jsou recenze a žebříčky popularity mangy. Žebříčky jsou sestavovány na základě dat získaných z dotazníků předkládaných čtenářům. Kono manga ga sugoi! je součástí série dále zahrnující mook Kono eiga ga sugoi!, zaměřený na filmy, Kono Mystery ga sugoi!, zaměřený na detektivní romány, a Kono Light Novel ga sugoi!, zaměřený na lehké romány.

## Vydání
- Kono manga ga sugoi! 2006: Otoko-ban (1. prosince 2005, ISBN 4796650172)
- Kono manga ga sugoi! 2006: Onna-ban (1. prosince 2005, ISBN 4796650199)
- Kono manga ga sugoi! 2007: Otoko-ban (5. prosince 2006, ISBN 4796655670)
- Kono manga ga sugoi! 2007: Onna-ban (5. prosince 2006, ISBN 4796655697)
- Kono manga ga sugoi! 2008 (4. prosince 2007, ISBN 978-4796661416)
- Kono manga ga sugoi! Side B (8. srpna 2008, ISBN 978-4796664653)
- Kono manga ga sugoi! 2009 (5. prosince 2008, ISBN 978-4796667173)
- Kono manga ga sugoi! 2010 (10. prosince 2009, ISBN 978-4796675154)
- Kono manga ga sugoi! 2011 (10. prosince 2010, ISBN 978-4796679602)
- Kono manga ga sugoi! 2012 (10. prosince 2011, ISBN 978-4796688321)
- Kono manga ga sugoi! 2013 (10. prosince 2012, ISBN 978-4800204516)
- Kono manga ga sugoi! 2014 (9. prosince 2013, ISBN 978-4800219817)
- Kono manga ga sugoi! 2015 (10. prosince 2014, ISBN 978-4800235824)
- Kono manga ga sugoi! 2016 (10. prosince 2015, ISBN 978-4800247315)
- Kono manga ga sugoi! 2017 (10. prosince 2016, ISBN 978-4800264497)
- Kono manga ga sugoi! 2018 (9. prosince 2017, ISBN 978-4800278319)
- Kono manga ga sugoi! 2019 (11. prosince 2018, ISBN 978-4800290014)
- Kono manga ga sugoi! 2020 (11. prosince 2019, ISBN 978-4299000897)
- Kono manga ga sugoi! 2021 (14. prosince 2020, ISBN 978-4299012029)

## Nejlepší manga dle roku
| Rok  | Verze pro muže                                                                            | Verze pro ženy                                        |
| ---- | ----------------------------------------------------------------------------------------- | ----------------------------------------------------- |
| 2006 | Pluto – Naoki Urasawa                                                                     | Med a čtyřlístek – Čika Umino                         |
| 2007 | Detroit Metal City – Kiminori Wakasugi                                                    | Med a čtyřlístek – Čika Umino                         |
| 2008 | 81diver – Jokusaru Šibata                                                                 | Kimi ni todoke – Karuho Šiina                         |
| 2009 | Saint onii-san – Hikaru Nakamura                                                          | Sakamiči no Apollon – Júki Kodama                     |
| 2010 | Bakuman – Cugumi Óba a Takeši Obata                                                       | Čihajafuru – Juki Suecugu                             |
| 2011 | Útok titánů – Hadžime Isajama                                                             | Her – Tomoko Jamašita                                 |
| 2012 | Black Jack sósaku hiwa: Tezuka Osamu no ošigotoba kara – Masaru Mijazaki a Kódži Jamamoto | Hana no zuborameši – Masajuki Kusumi a Ecuko Mizusawa |
| 2013 | Terra Formars – Jú Sasuga a Mičio Fukuda                                                  | Ore monogatari!! – Kazune Kawahara a Aruko            |
| 2014 | Ansacu kjóšicu – Júsei Macui                                                              | Sajonara sorušie – Hozumi                             |
| 2015 | Němý hlas – Jošitoki Óima                                                                 | Či-čan wa čotto tarinai – Tomomi Abe                  |
| 2016 | Dungeon meši – Rjóko Kui                                                                  | Wotaku ni koi wa muzukašii – Fudžita                  |
| 2017 | Čúkan kanriroku Tonegawa – Tensei Hagiwara, Tomohiro Hašimoto a Tomoki Mijoši             | Kin no kuni, Mizu no kuni – Nao Iwamoto               |
| 2018 | Zaslíbená Země Nezemě – Kaiu Širai a Posuka Demizu                                        | Maronie ókoku no šičinin no kiši – Nao Iwamoto        |
| 2019 | Tengoku daimakjó – Masakazu Išiguro                                                       | Metamorphosis no engawa – Kaori Curutani              |
| 2020 | Spy × Family – Tacuja Endó                                                                | Sajonara Mini Skirt – Aoi Makino                      |
| 2021 | Chainsaw Man – Tacuki Fudžimoto                                                           | Onna no sono no hoši – Jama Wajama                    |